# Ficus barteri
Ficus barteri är en mullbärsväxtart som beskrevs av Thomas Archibald Sprague. Ficus barteri ingår i släktet fikonsläktet, och familjen mullbärsväxter. Inga underarter finns listade i Catalogue of Life.